# Cincí

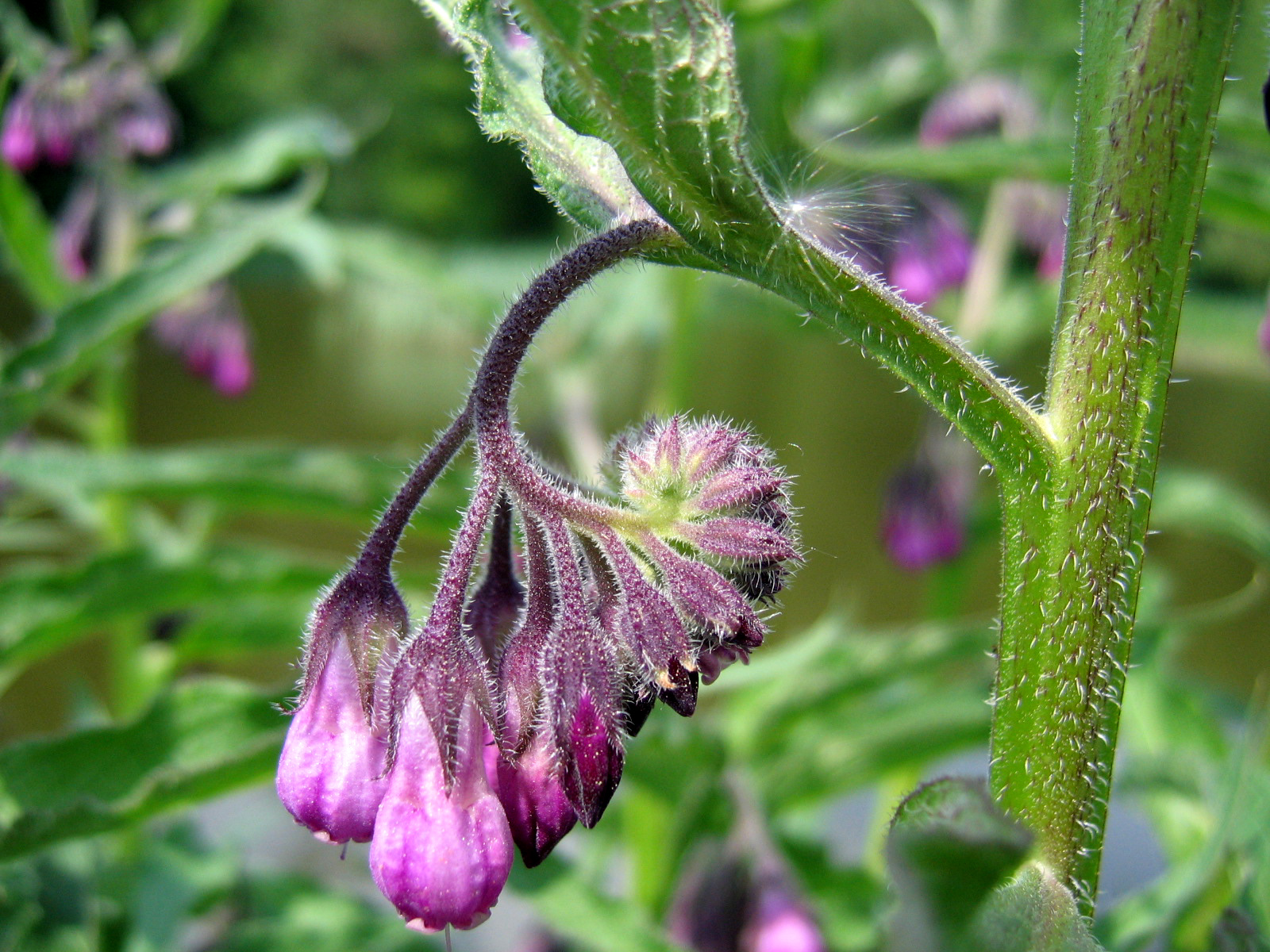
Inflorescència en cincí de la consolda major (Symphytum officinale)

En botànica, cincí fa referència a un tipus d'inflorescència caracteritzada per ser un monocasi escorpioide amb les branques laterals situades en més d'un pla i, per tant, amb les successives branques arranjades tridimensionalment. És típic en algunes boraginàcies i un bon exemple n'és el gènere Symphytum.